# Ademola Adeshina
Ademola Adeshina (Oshogbo, 4 giugno 1964) è un ex calciatore nigeriano, di ruolo centrocampista.

## Carriera
Con la Nazionale nigeriana ha partecipato alla coppa d'Africa nel 1988 e nel 1990.

## Palmarès

### Club

#### Competizioni nazionali
- Campionato nigeriano: 1

Shooting Stars: 1983